# Ageod's American Civil War: The Blue and The Gray
Ageod's American Civil War: The Blue and The Gray è un videogioco di strategia a turni sviluppato dalla AGEOD nel 2007.

## Caratteristiche
Il gioco è ambientato negli USA nel periodo della guerra civile americana e consente di schierarsi sia dalla parte dell'Unione che dalla parte della Confederazione. A differenza del precedente Birth of America e del successivo Le campagne di Napoleone in questo gioco è molto sviluppato l'aspetto delle decisioni in ambito politico, sociale ed economico.

## Sequel
Il gioco ha avuto un seguito nel 2013 dal titolo Civil War II.